# San Silvestro (Pisa)
San Silvestro je bývalý kostel v Pise, stojící na piazza San Silvestro.
První písemná zmínka pochází z roku 1118, jako majetek benediktinů z Montecassina. V 15. století připadl dominikánkám.

## Budova
Kostel je trojlodní. Fasáda byla přestavována v letech 1770-1772 Vaccàdim a Quarantottim a původní nadpraží z výjevy ze života svatého Silvestra z 12. století bylo s dalšími uměleckými díly po odsvěcení kostela uloženo v Museo di San Matteo.
Na fasádě jsou sochy svatého Dominika a Silvestra od Cibeiho, v interiéru dřevěný strop Puglianiho (1612) a obrazy Lomiho.